# Ортабулак
Ортабула́к (каз. Ортабұлақ) — село у складі Жарминського району Абайської області Казахстану. Входить до складу Калбатауського сільського округу.
Населення — 90 осіб (2021; 134 у 2009, 183 у 1999, 358 у 1989).
Національний склад станом на 1989 рік:
- казахи — 100 %